# Chlebovice
Chlebovice – część miasta Frydek-Mistek w kraju morawsko-śląskim, w powiecie Frydek-Mistek w Czechach. Jest to także gmina katastralna o powierzchni 774,8377 ha. Centrum Chlebovic położone jest około 5,5 kilometra na południowy zachód od centrum miasta, w granicach historycznego regionu Moraw. Populacja w 2001 wynosiła 736 osób, zaś w 2011 odnotowano 290 adresów. Przez dzielnicę przebiega autostrada nr .

## Historia
Po raz pierwszy wzmiankowane w liście biskupa ołomunieckiego Jindřicha Berky z Dubé wystawionym 6 listopada 1320 jako Nemasklebe (wywodzone ze sformułowania nie masz chleba), który zobowiązał niejakiego Sybotan z Lichnova do odtworzenia zniszczonej i wyludnionej wsi. W 1359 pojawiła się nazwa genetycznie niemiecka Leibenhow, z niem. adaptacji Chleb- → Kleib- (chleb) z suffiksem -hau (wyrąb leśny), następnia współczesna pseudo-patronimiczna nazwa z końcówką – (ov)ice pojawiła się w 1457.
Przez wieki wieś należała do państwa hukwaldzkiego, należącego do biskupów ołomunieckich.
Do miasta Frydek-Mistek wieś przyłączono w 1975.

## Religia
Działalność duszpasterską na terenie Chlebovic prowadzi Kościół Rzymskokatolicki (parafia pw. św. Cyryla i Metodego). Kościół wybudowany został w 1863.